# 이재구
이재구 또는 이재귀(李載龜, 1809년 ~ ?년)은 조선 후기의 문신이다.

## 생애
조선 후기의 문신으로 본관은 전주, 휘는 재구(載龜)이다. 덕흥대원군 12대손이며, 도정궁(都正宮) 사손 판돈녕 이풍(이례)(李灃)의 증손이고, 도정궁(都正宮) 사손 진안군 이언식(晋安君 李彦植)의 손자이다. 아버지는 도사(都事) 이완(李烷)이며, 어머니는 사과(司果) 밀양인(密陽人) 박사심(朴思審)의 딸로 안인 밀양박씨(安人密陽朴氏)이다.
부인은 순천인(順天人) 박능현(朴能鉉)의 딸로 공인 순천 박씨(恭人 順天朴氏)이다.
도사 이완의 2남으로 1809년(순조 9) 탄생하였다. 음직으로 1868년(고종 5) 가주서(假注書)에 제수되고, 이해 무진(戊辰) 문과(文科) 정시(庭試) 병과(丙科) 1위에 급제하여 이해 5월 14일 구전(口傳)으로 권지교서관부정자(權知校書館副正字)에 임명되었다. 이해 5월 15일 이조(吏曹)에서 법전(法典)에 의거해 육품직에 승서할 것을 청하여 승육에 가자되었다.
1870년(고종 7) 성균관(成均館) 전적(典籍)에 제수되었다가 이해 1월 30일 봉상 주부(奉常主簿)에 제수되었다.
1871년(고종 8) 다시 전적(典籍)에 제수되고, 이해 3월 2일 이조에서 아뢰길, “성균관에서 자벽(自辟)하는 전적(典籍)은 으레 청관(淸官)을 거친 자로 의망했는데, 이재구(李載龜)는 아직 청관을 거치지 않았는데 낙점을 받았으니, 신은 황공한 심정을 금할 수 없습니다. 원래의 망통을 시행하지 말도록 하는 것이 어떻겠습니까?”하니, 윤허한다고 전교하였다. 이해 6월 20일 병조 정랑(兵曹正郞)제수되었다.
1874년(고종 11) 의정부에서 아뢰길, “분관(分館)할 때 내려 조용한 사람들을 도로 올려 조용할 일로 경연에서 분부하신 것을 삼가 받들었습니다. 운각(芸閣)에 조용된 신철구(辛哲求), 남상열(南相說), 정원시(鄭元時), 권붕규(權鵬圭), 이재구(李載龜), 이병연(李秉淵), 이건용(李健容), 김우영(金羽永), 이동상(李東相)을 모두 괴원(槐院, 승문원)에 조용하소서."하니, 윤허한다고 전교하였다.
이해 5월 2일 사헌부 지평(持平)에 제수되었다가 이해 11월 27일 사간원 정언(司諫院正言)에 제수되고, 이해 12월 3일 죄인 손영로(孫永老)를 금갑도에 위리안치하라는 명을 거두어 줄 것을 청하는 상소를 올리고, 이해 12월 4일 집의 권익수(權益洙), 사간 이봉덕(李鳳德), 지평 문준영(文俊永)과 같이 홍국영(洪國榮)에게 노적의 형전을 시행할 것 등을 청할 것을 아뢰고, 또 사간 이봉덕(李鳳德)과 같이 효시(梟示)한 죄인 이성세(李性世)에게 노륙의 형전을 시행할 것을 청할 것을 아뢰었으나 윤허하지 않았다. 이해 12월 20일 성균관 직강(直講)에 제수되었다.
1877년(고종 14) 전 정언 김기룡(金基龍), 전 장령 한긍렬(韓兢烈) 등과 같이 《경국대전》 등에 실려 있는 서얼 차별의 조항을 개정할 것을 청하는 상소를 올리자 상소의 내용은 묘당에 내려서 품처하도록 하겠다 하였다. 9월 28일 별세하여 양주 수락산 국내 을좌(乙坐)로 장사지냈다.

## 가족관계
- 증조부 : 이풍(李灃), 도정궁(都正宮) 사손(嗣孫).
- 조부 : 진안군 이언식(晋安君 李彦植), 도정궁(都正宮) 사손(嗣孫).
- 아버지 : 이완(李烷)
- 어머니 : 안인 밀양박씨(安人密陽朴氏), 사과(司果) 밀양인(密陽人) 박사심(朴思審)의 딸.
  - 형 : 이시용(李時龍, 1807년 - ?년)
  - 녀 : 신태욱(申泰郁)에게 출가.
  - 녀 : 진천인(鎭川人) 임요철(林堯喆)에게 출가.
- 부인 : 공인 순천박씨(恭人 順天朴氏, 1811년-?년), 순천인(順天人) 박능현(朴能鉉)의 딸.